# Participation (philosophie)
Pour l’article homonyme, voir Participation (Platon).
En philosophie, la participation est l'inverse de l'inhérence.
Les accidents passent pour être « inhérents » à la substance. Les substances, en retour, « participent » à leurs accidents. La couleur rouge par exemple passe pour être inhérente à la pomme rouge. Inversement, la pomme rouge participe à la couleur rouge.
La participation est également fondée par analogie à une relation de dépendance entre les accidents. Ainsi, un acte peut être déclaré participer dans le temps en ce sens que chaque acte doit se produire à un moment donné. De la même manière, la couleur peut être dite inhérente à l'espace, ce qui signifie que la couleur se produit uniquement sur la surface d'un corps et ainsi seulement dans l'espace.
L'inhérence, d'autre part, ne devrait normalement pas être fondée par analogie avec les accidents.

## Source de la traduction
- (en) Cet article est partiellement ou en totalité issu de l’article de Wikipédia en anglais intitulé « Participation (philosophy) » (voir la liste des auteurs).